# Mori Kenichi
Kenichi Mori (sinh ngày 23 tháng 10 năm 1984) là một cầu thủ bóng đá người Nhật Bản.

## Sự nghiệp câu lạc bộ
Kenichi Mori đã từng chơi cho Mito HollyHock.